# Église Saint-Léger du Vieux-Bourg de Cravant-les-Côteaux
Pour les articles homonymes, voir Église Saint-Léger.
L'église Saint-Léger du Vieux-Bourg de Cravant-les-Côteaux est un édifice anciennement affecté au culte catholique, sur la commune de Cravant-les-Côteaux , dans le département d'Indre-et-Loire.
Sa nef au décor carolingien mais pouvant être construite entre le IXe et le XIe siècle, son transept du XIIe siècle et une chapelle du XVe siècle sont décorées de fresques murales. Désaffecté en 1863 au profit d'une église récemment construite, l'édifice est classé comme monument historique en 1913. Depuis les années 1930, un musée est aménagé dans sa nef et recueille des trouvailles archéologiques des environs.

## Localisation
L'église, orientée d'ouest (nef) en est (chœur), se trouve au niveau du Vieux-Bourg de Cravant. Ce noyau urbanisé constituait le cœur de ville avant le développement, marqué au XIXe siècle, d'un nouveau bourg un kilomètre plus au sud, le long de la D21 de Chinon à L'Île-Bouchard. Le Vieux-Bourg est construit dans la vallée du ruisseau de Saint-Mexme, parcourue par la D44. L'église elle-même, sur la rive gauche du ruisseau, est édifiée sur les premières pentes du vallon.

## Histoire

Plan simplifié de l'église.

L'église a d'abord été citée comme carolingienne mais une telle précision ne peut être affirmée. C'est sans doute  entre la fin du IXe siècle et le XIe siècle qu'elle est construite sous forme d'une nef prolongée par une abside semi-circulaire plus étroite que la nef. Elle est dédiée à saint Léger. Il est possible que son emplacement ait été choisi pour christianiser une source proche qui faisait auparavant l'objet d'un culte païen. Les sources sont nombreuses au Vieux-Bourg et l'une d'elles a son émissaire dans le cimetière lui-même, au nord de l'église.
Au XIIe siècle, la façade occidentale est reprise avec percement d'une nouvelle porte et la porte latérale est percée ou reprise. À la même époque l'abside est démolie et laisse place à une travée carrée formant transept prolongée par un chœur lui-même composée d'une travée et d'une nouvelle abside semi-circulaire aussi large que le chœur. Ce transept, peut-être pourvu d'un bras septentrional détruit depuis, est surmonté d'un clocher ; ce dernier, sans doute reconstruit au XVe siècle est abattu par un ouragan le 29 novembre 1838.

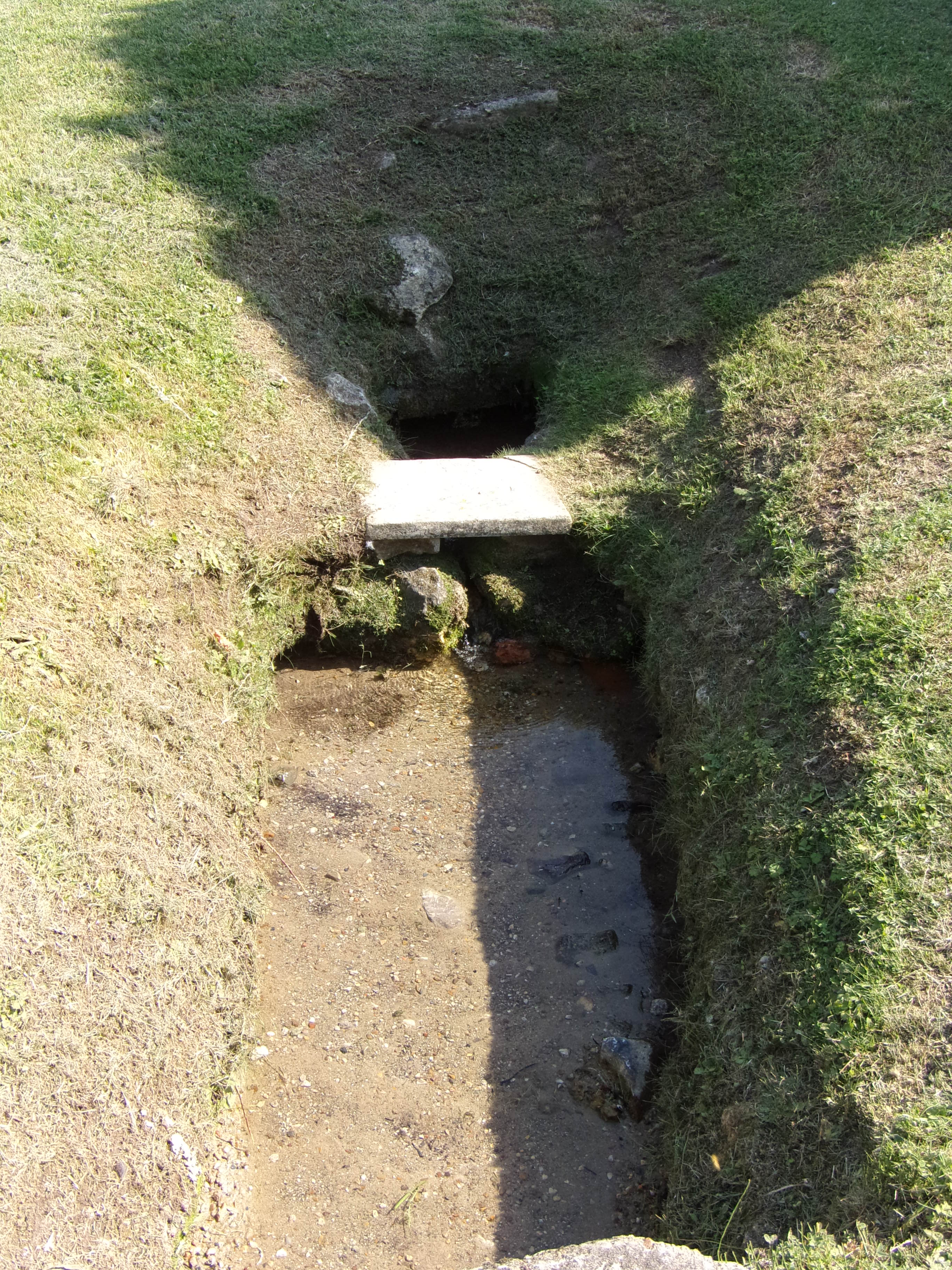
Source dans le cimetière.

C'est au XVe siècle qu'une chapelle est ajoutée au sud du transept, à moins qu'elle n'ait remplacé une chapelle plus ancienne. Elle est prolongée à l'ouest par une galerie de même largeur ; sa toiture prend appui sur la façade sud de la nef dont les baies sont partiellement murées dans leur partie basse. Cette galerie, qui sert également de lieu de sépulture jusqu'au XVIIIe siècle, est démolie à la fin du XIXe siècle et les baies rouvertes.
Le développement du nouveau bourg de Cravant entraîne la construction à son niveau d'une nouvelle église, elle aussi dédiée à saint Léger ; elle est ouverte au culte en 1863. L'ancienne église est immédiatement désaffectée ; elle est vendue aux enchères publiques le 8 janvier 1865 et acquise par la Société française d'archéologie.
Le 3 mars 1933 l'église est cédée à l'Association des amis du vieux Cravant, créée quelques mois auparavant ; cette dernière s'engage à aménager un musée à l'intérieur de l'édifice qu'elle doit entretenir,. C'est peu de temps après, en 1934, que la fresque située dans la chapelle sud est découverte. Les premières observations montrent que plusieurs artistes ont participé à sa réalisation. En 1960, la charpente de la nef est refaite mais quelques éléments d'origine sont conservés.

## Architecture et décor

### Architecture
Les murs de la nef sont construits en maçonnerie parementée de petit appareil qui, alternant avec des pierres plus grandes, compose un décor de triangles et de pyramides. Des lits de moellons disposés en arête de poisson témoignent d'une technique décorative empruntée à l'art carolingien. Cinq baies sont percées à l'origine dans chaque mur gouttereau de la nef mais les deux plus occidentales, côté nord, sont murées. Toutes les ouvertures (portail principal et latéral, baies au nord comme au sud) sont en plein cintre. Les vestiges d'une porte murée se voient dans le mur gouttereau nord : il s'agit peut-être d'une ancienne Porte des Morts communiquant avec le cimetière. La nef n'est pas voûtée mais couverte en charpente (sans doute refaite au XVe siècle puis en 1960) et en ardoises. L'épaisseur du mur et l'absence de support originaux suggèrent que la nef a toujours été charpentée. Le décor des arcs surmontant les baies est daté par l'archéologue Charles Lelong du milieu du XIIe siècle.
La travée carré remplace l'ancienne abside voûtée en cul-de-four. Elle est elle-même pourvue d'une voûte en croisée d'ogives retombant sur des chapiteaux datés du milieu du XIIe siècle. La chapelle méridionale, éclairée par une baie, est voûtée en berceau brisé. Des blocs décorés, provenant peut-être de l'ancien chœur, sont utilisés en remploi dans la nouvelle abside
La travée du chœur couverte d'une voûte en berceau brisé en cul-de-four est prolongée par l'abside voûtée en cul-de-four. Deux des baies qui éclairaient cette abside sont murées au XVe siècle.

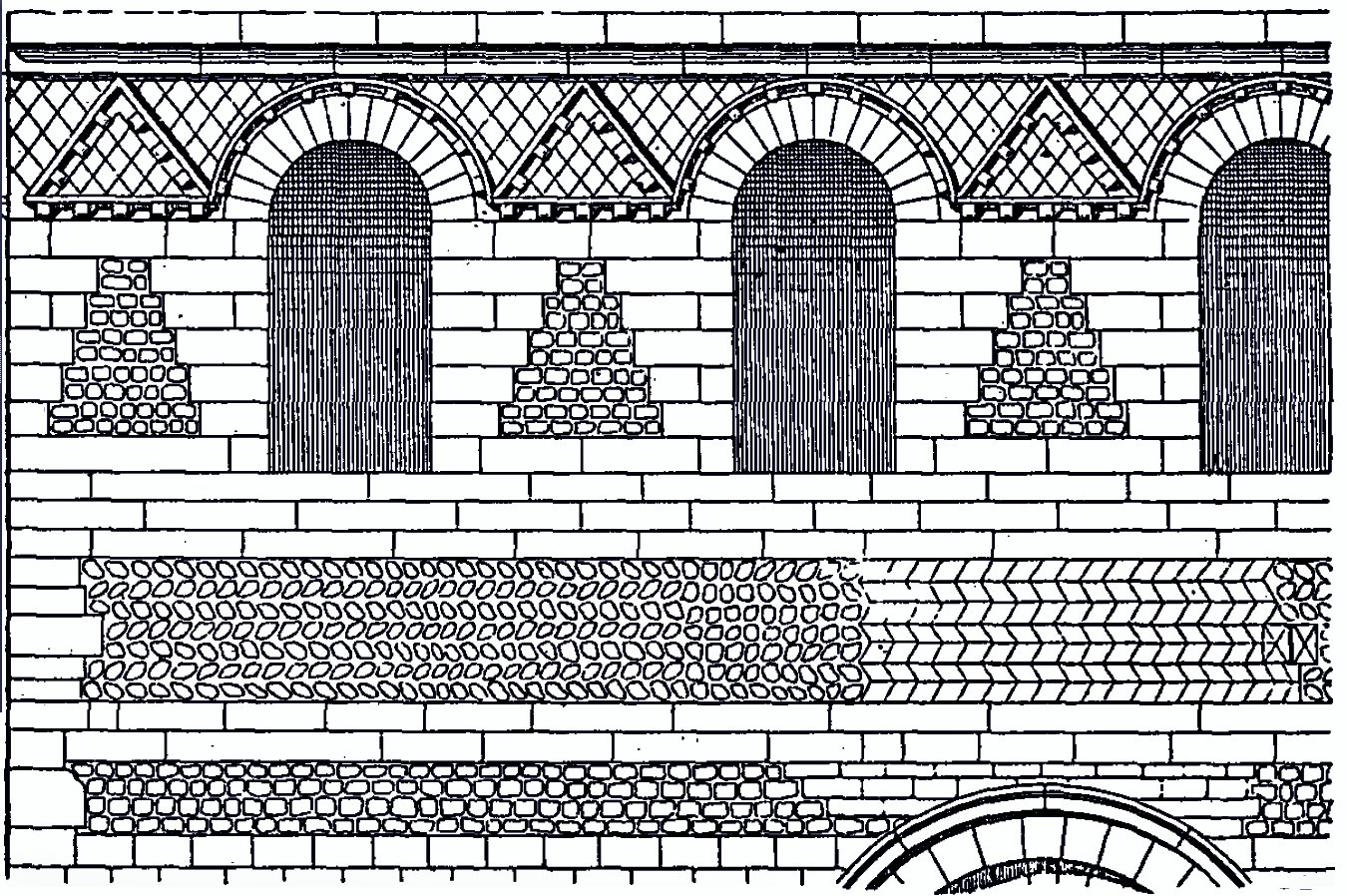
Décor du mur gouttereau sud de la nef.
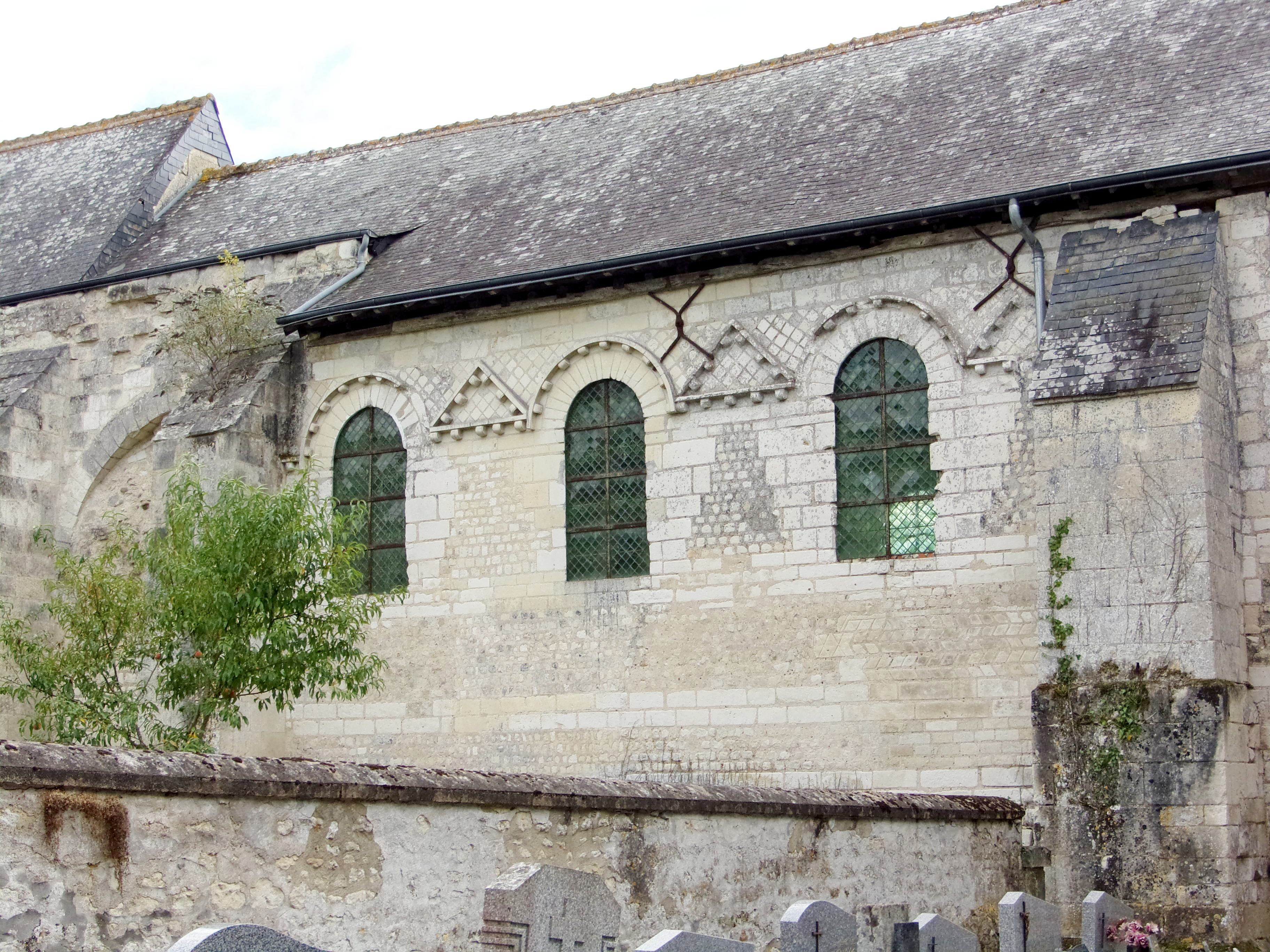
Mur gouttereau nord de la nef.
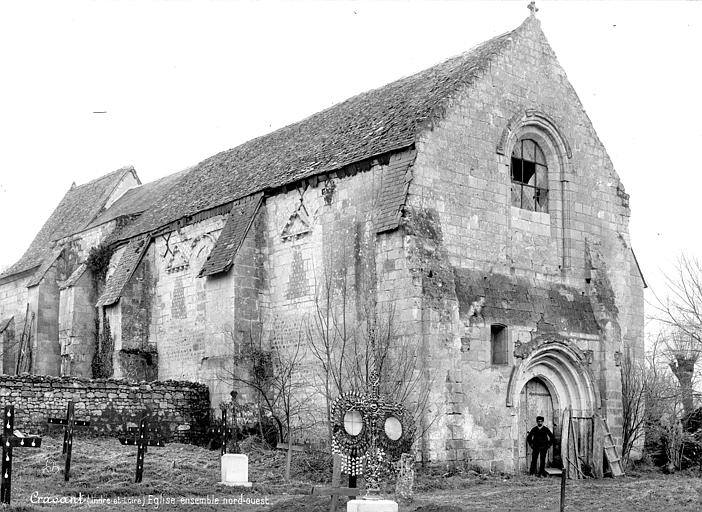
Vue générale de la façade occidentale.
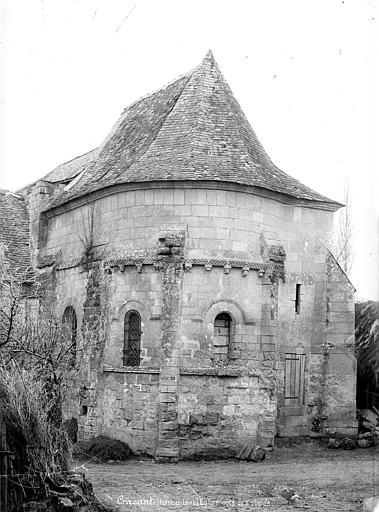
Vue extérieure du chevet.
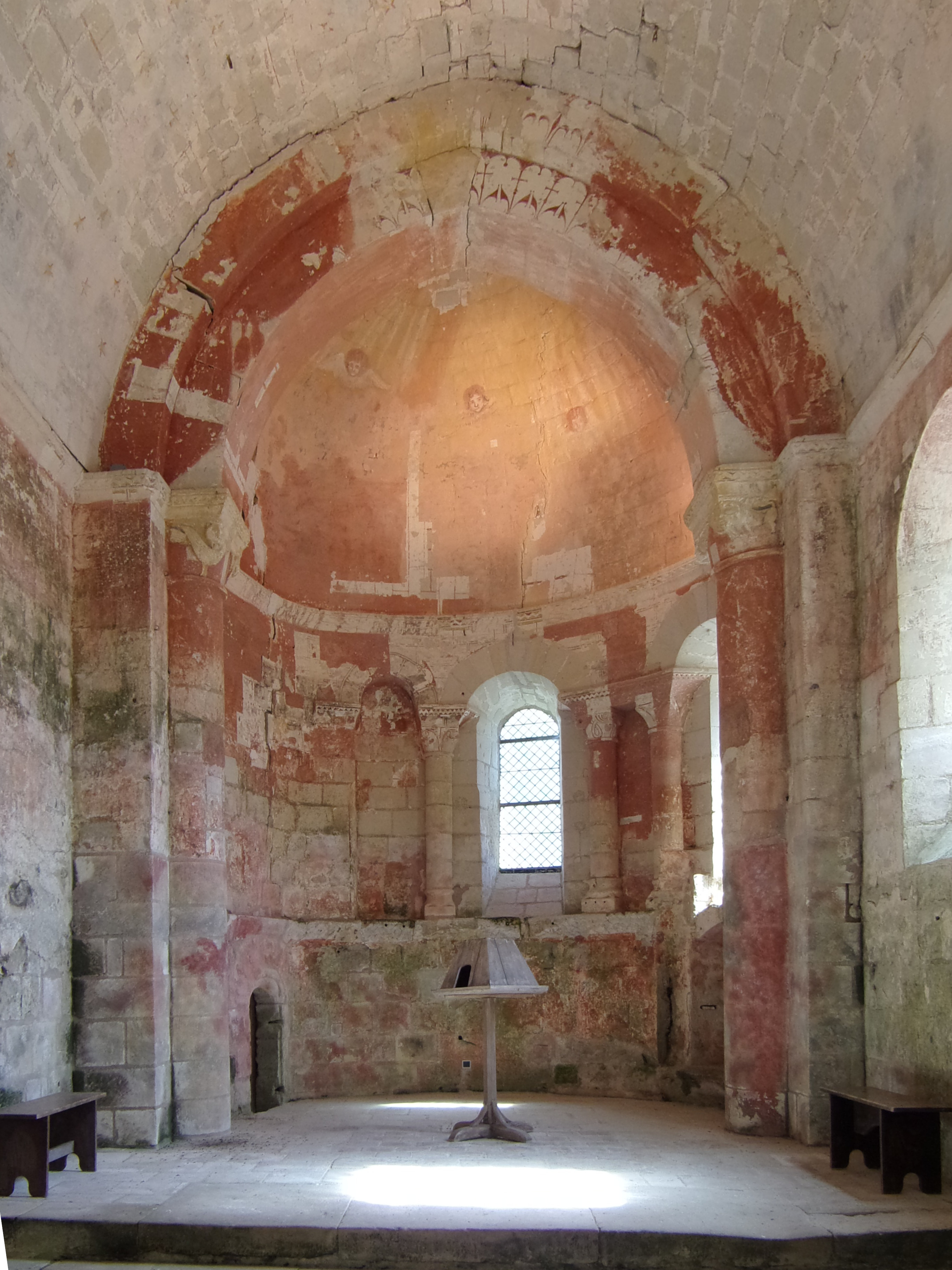
Vue générale du chœur.
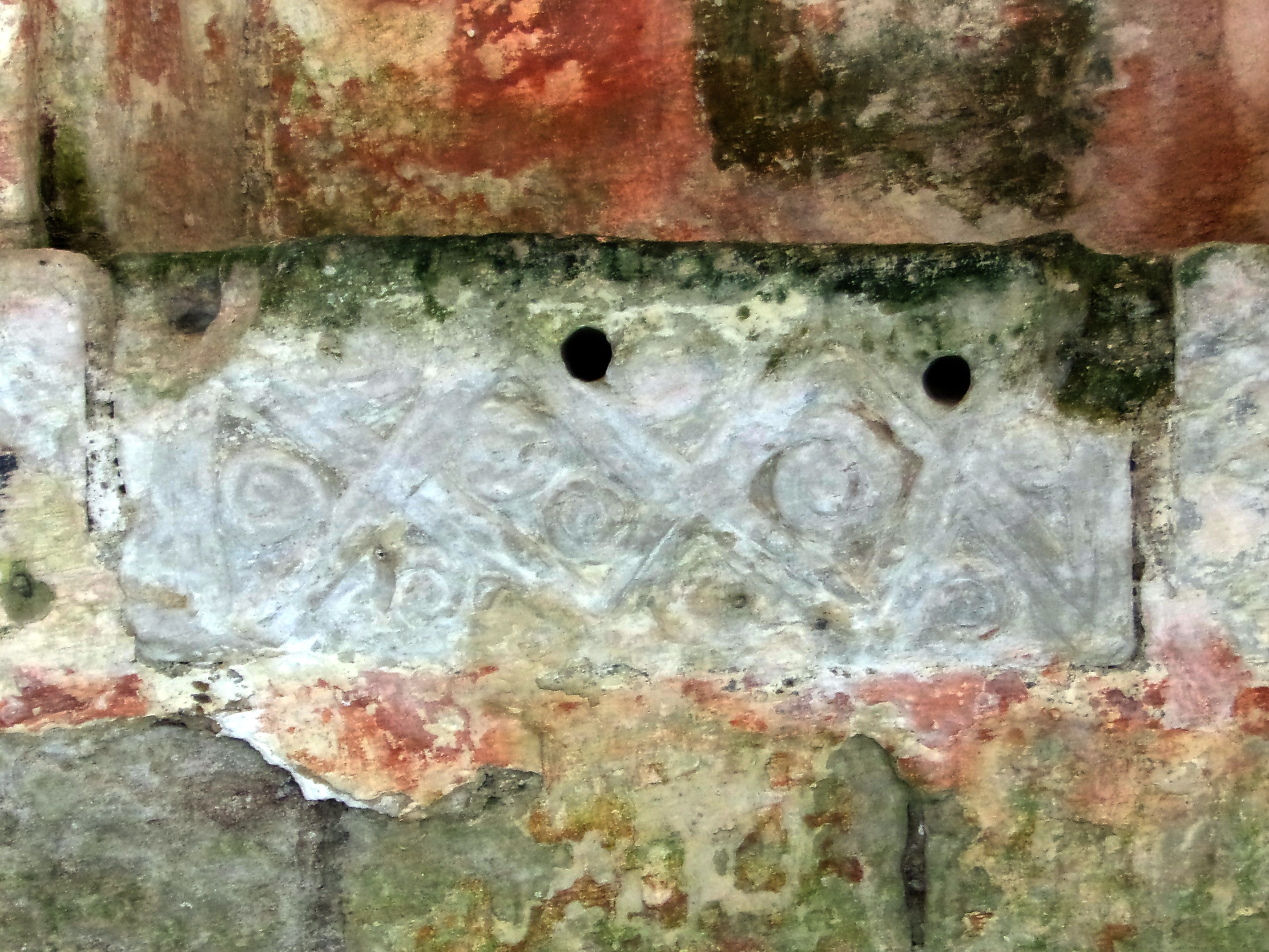
Bloc décoré en remploi probable dans le chœur.

### Décor peint et mobilier
Deux piliers monolithes, hauts de 1,78 m, sont taillés dans du calcaire du Turonien supérieur dont des carrières existent alors à Sainte-Maure-de-Touraine. Ils sont gravés de décors attribués à l'époque carolingienne sur trois de leurs faces et sont entreposés à l'extrémité orientale de le nef. Ils avaient été remployés au XVe siècle lors de la construction de la galerie méridionale mais leur datation précise et leur affectation première font encore débat. Ils pourraient, malgré leur décor qualifié de mérovingien puis carolingien, dater du XIe siècle et avoir constitué les piédroits d'une ancienne porte ou les éléments d'un chancel.
Des fresques de différentes époques ornent les murs et la voûte de l'église. La frise qui décore une partie du mur nord de la nef est d'époque romane. La fresque qui est partiellement mise au jour sur la voûte de la travée carrée représente une scène du martyre de Léger d'Autun. Celle de la chapelle méridionale, du XVe siècle, représente la Vierge et des fidèles sous un ciel étoilé. Ces fidèles pourraient être des donateurs contemplant la statue de la Vierge à l'Enfant qu'ils ont offerte. Des faux-joints rouges, qui se retrouvent ailleurs sur les murs de l'église, se superposent à cette fresque.
Le musée aménagé dans le nef de l'église expose des trouvailles archéologiques des environs, comme un alignement de sarcophages mérovingiens.

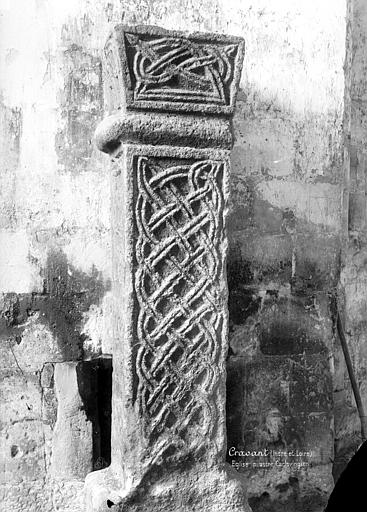
Pilier « carolingien » nord dans la nef.
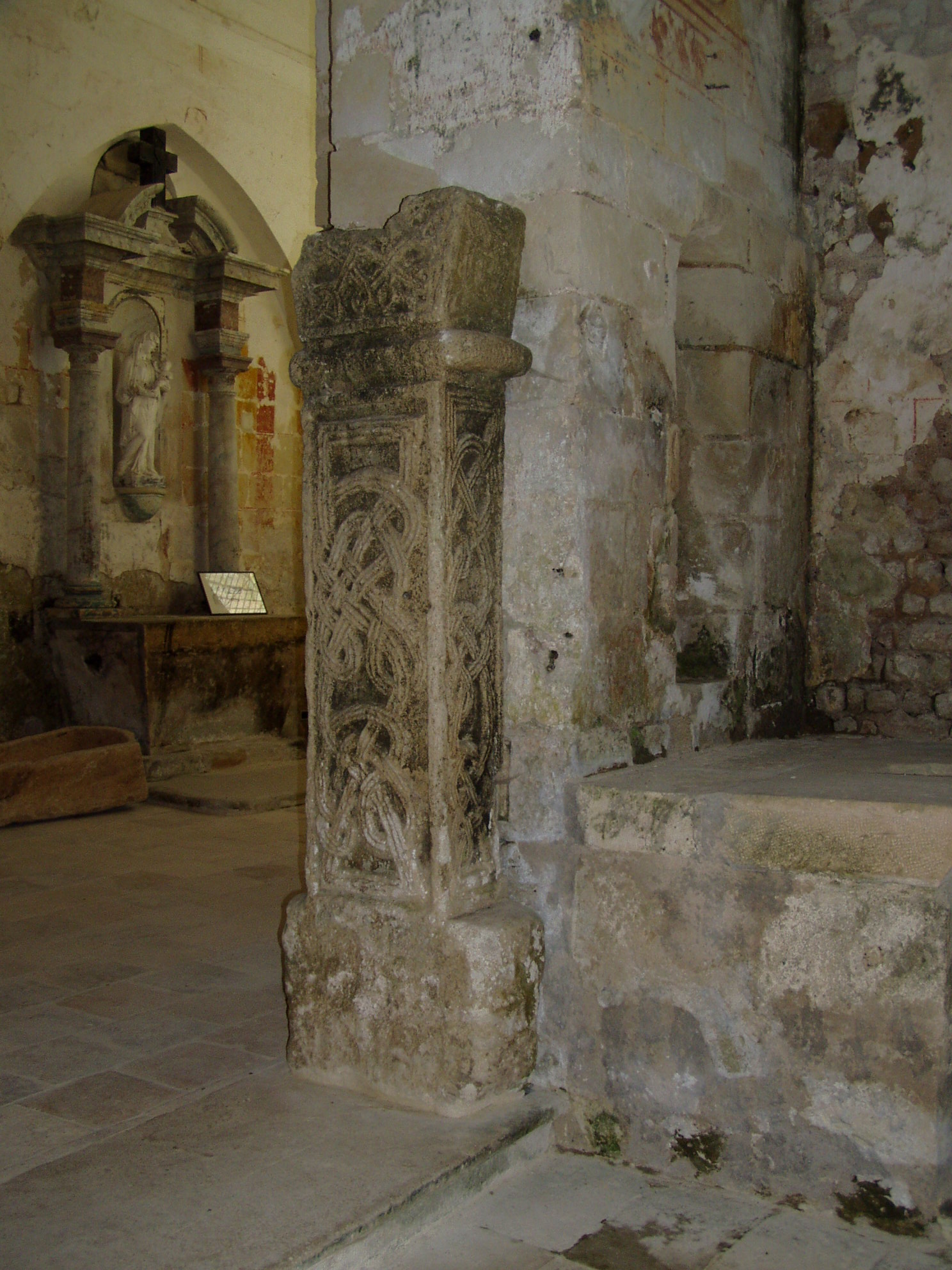
Pilier « carolingien » sud dans la nef.
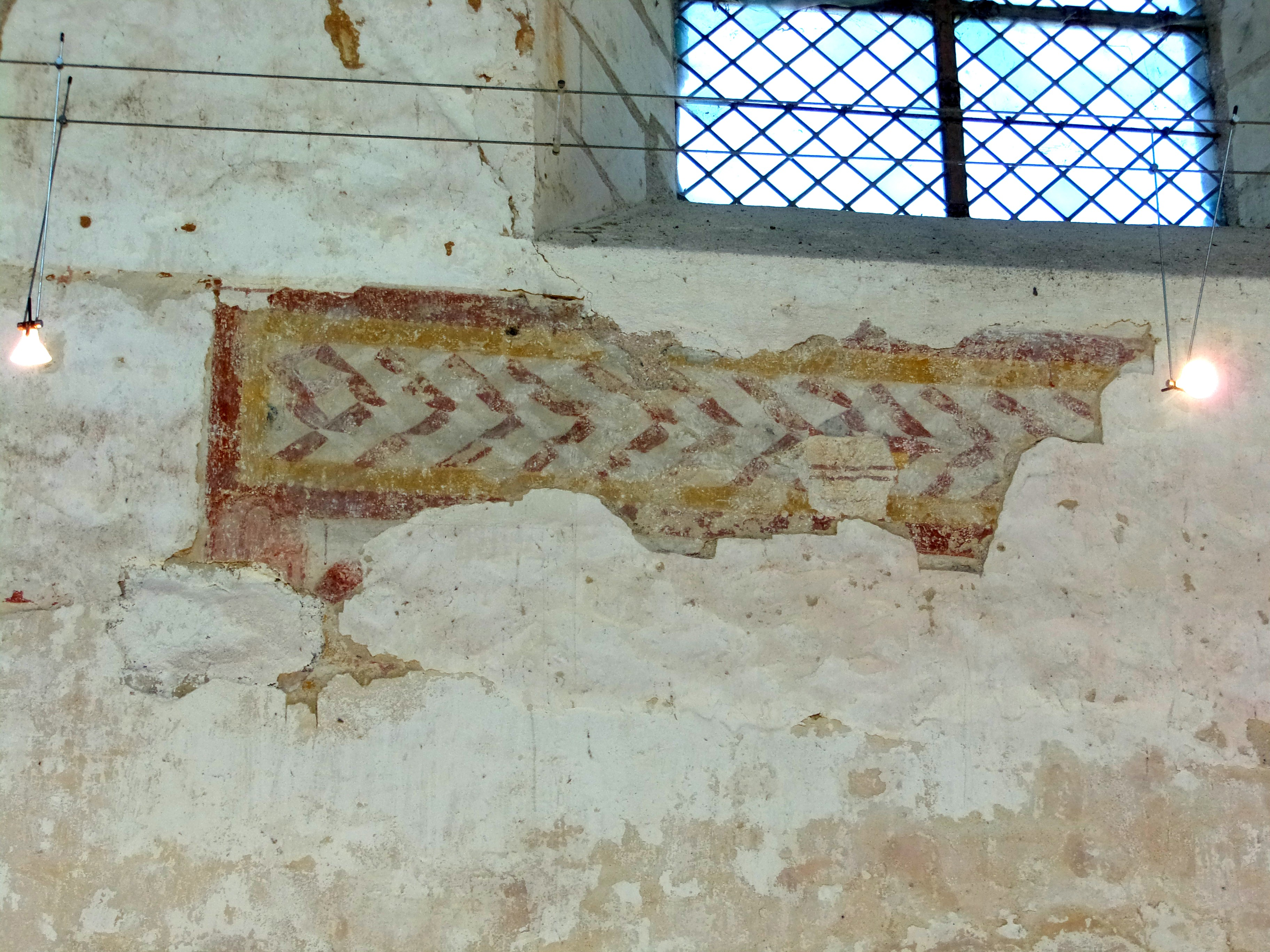
Fresque sur le mur nord de la nef.
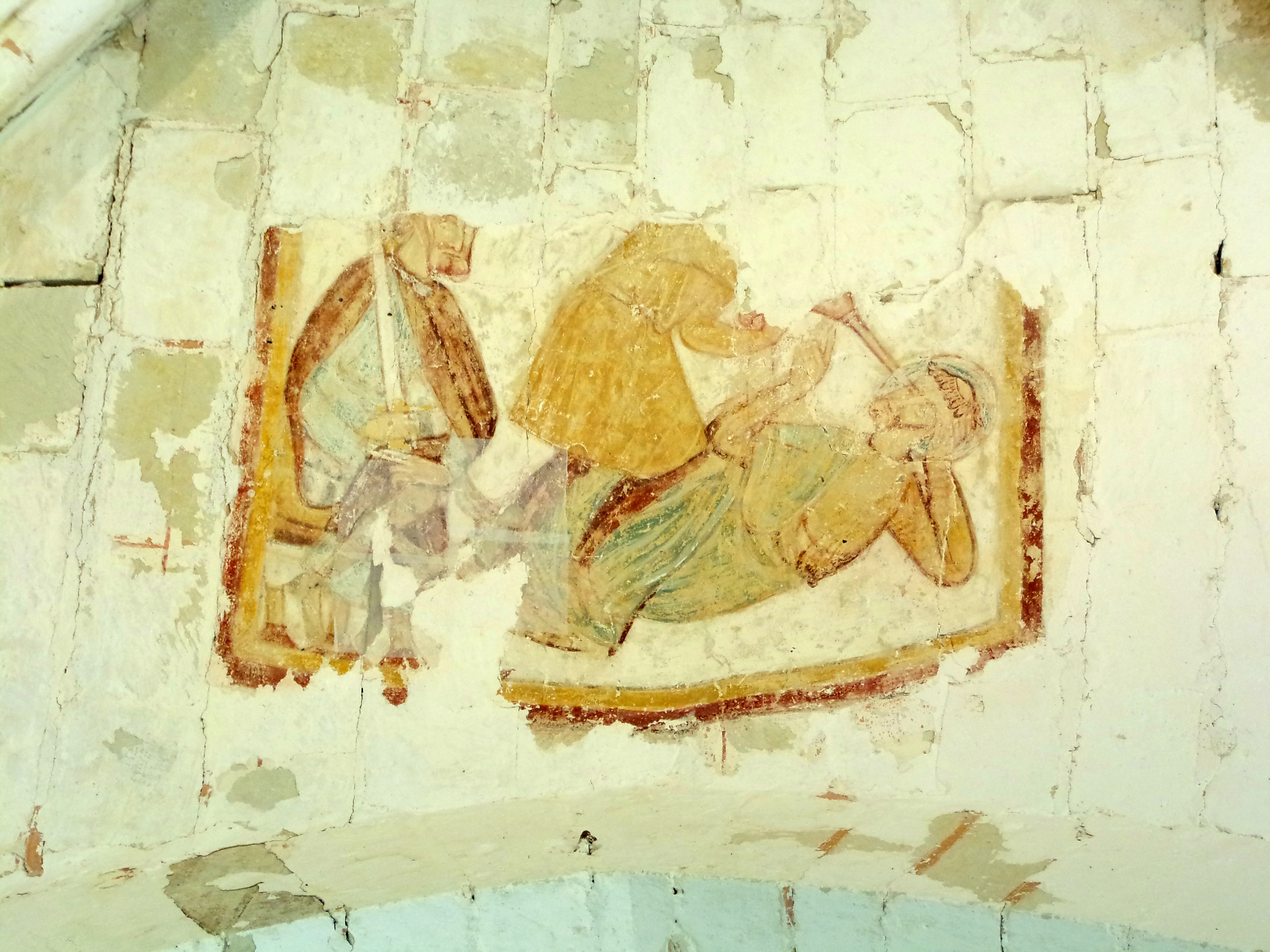
Fresque sur la voûte de la croisée du transept.
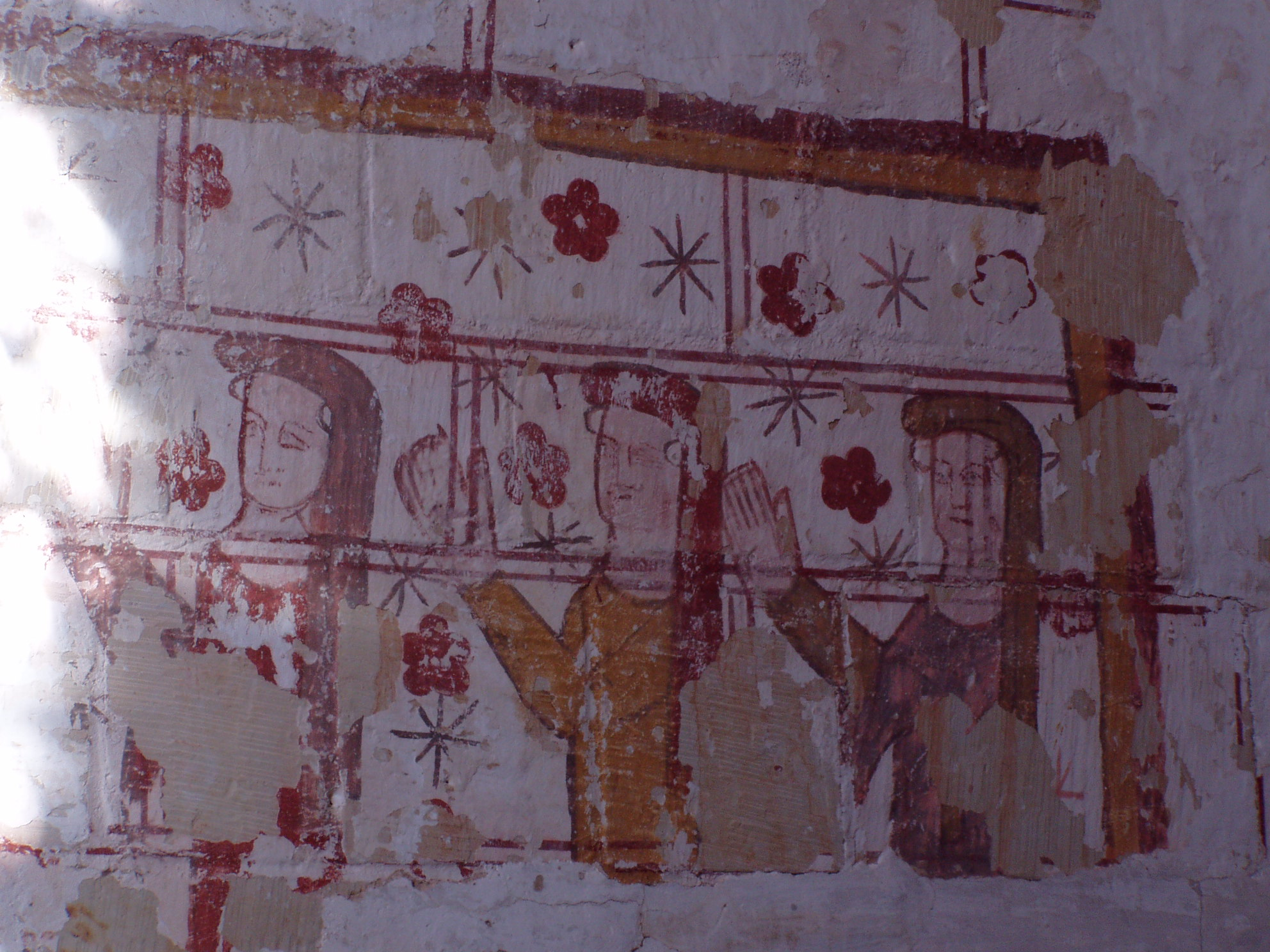
Fresque de la chapelle méridionale.
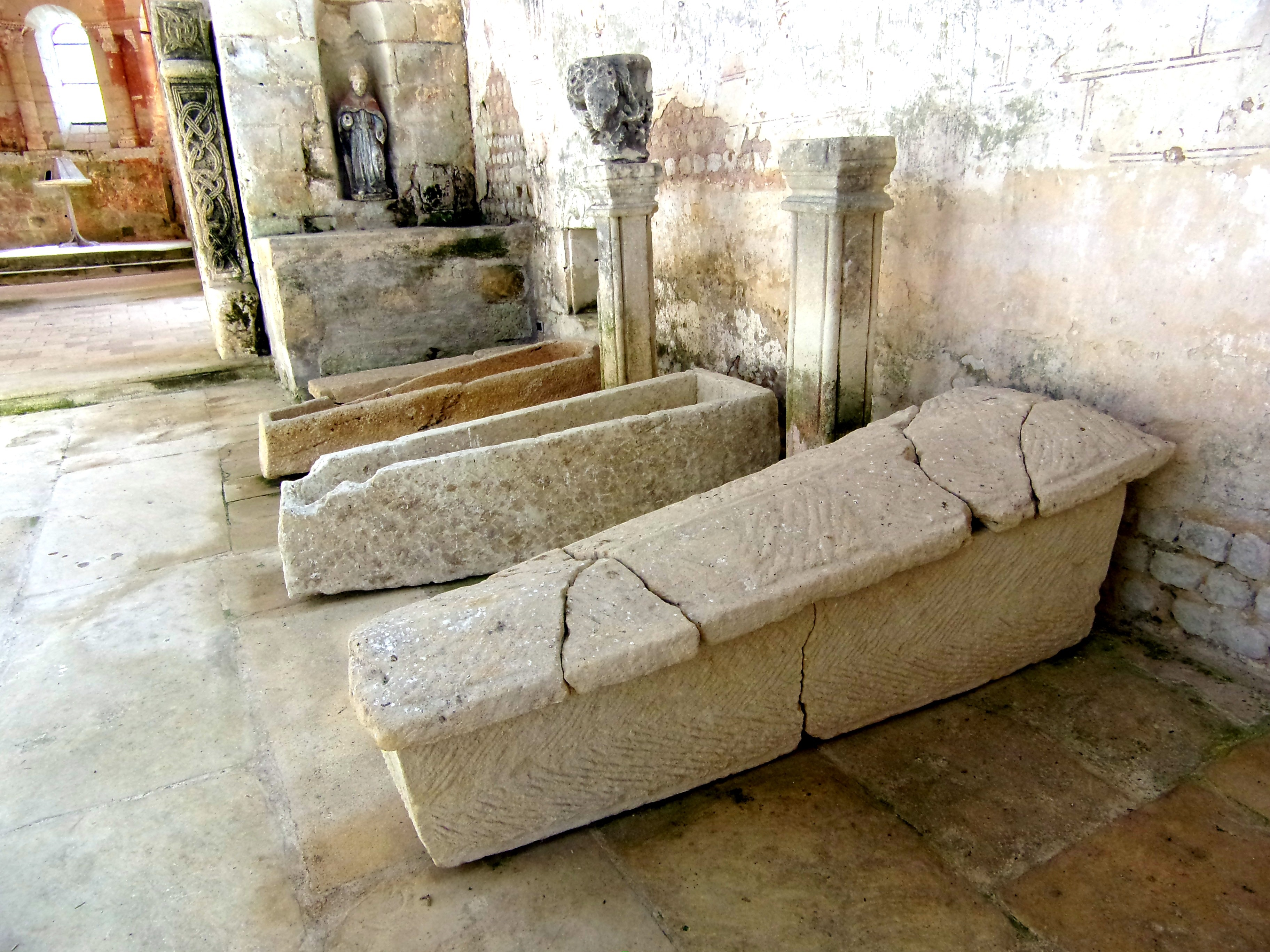
Sarcophages exposés dans l'église.

## Pour en savoir plus